# Muridae
Los múridos (Muridae) son una familia de roedores perteneciente al suborden Myomorpha. Esta familia es la mayor de los mamíferos, con aproximadamente 650 especies descritas, lo que la convierte en una de las familias más diversas dentro del reino animal. Los múridos se distribuyen originalmente por Eurasia, África y Australia, aunque su presencia ahora es cosmopolita, debido a su introducción siguiendo a los seres humanos en diversas regiones del mundo.
El grupo incluye algunas de las especies de roedores más conocidas, como ratones, ratas y otras especies afines, que varían en tamaño y comportamiento. Entre los miembros más conocidos de esta familia se encuentran el ratón común (Mus musculus) y la rata negra (Rattus rattus), que han desarrollado estrechas relaciones con los humanos debido a su adaptación a ambientes urbanos.
Los múridos se caracterizan por tener un cuerpo pequeño y una gran capacidad de adaptación a diversos hábitats, lo que les ha permitido prosperar en una variedad de ambientes, desde zonas rurales hasta áreas urbanas densamente pobladas. Son principalmente herbívoros o omnívoros, alimentándose de granos, frutas, semillas e incluso pequeños insectos, dependiendo de la especie.
El nombre Muridae se utiliza a veces como sinónimo de la superfamilia Muroidea, aunque taxonómicamente representa un nivel inferior en la clasificación biológica. La familia Muridae se distingue por su amplia diversidad en cuanto a tamaño, comportamiento y ecología, lo que la convierte en un grupo clave para el estudio de la evolución de los roedores.
Debido a su estrecha relación con los seres humanos, algunas especies de múridos tienen un impacto significativo en la salud pública y la agricultura, ya que pueden actuar como vectores de enfermedades o como plagas. No obstante, también juegan un papel ecológico crucial como presas en diversas cadenas alimenticias.

## Características

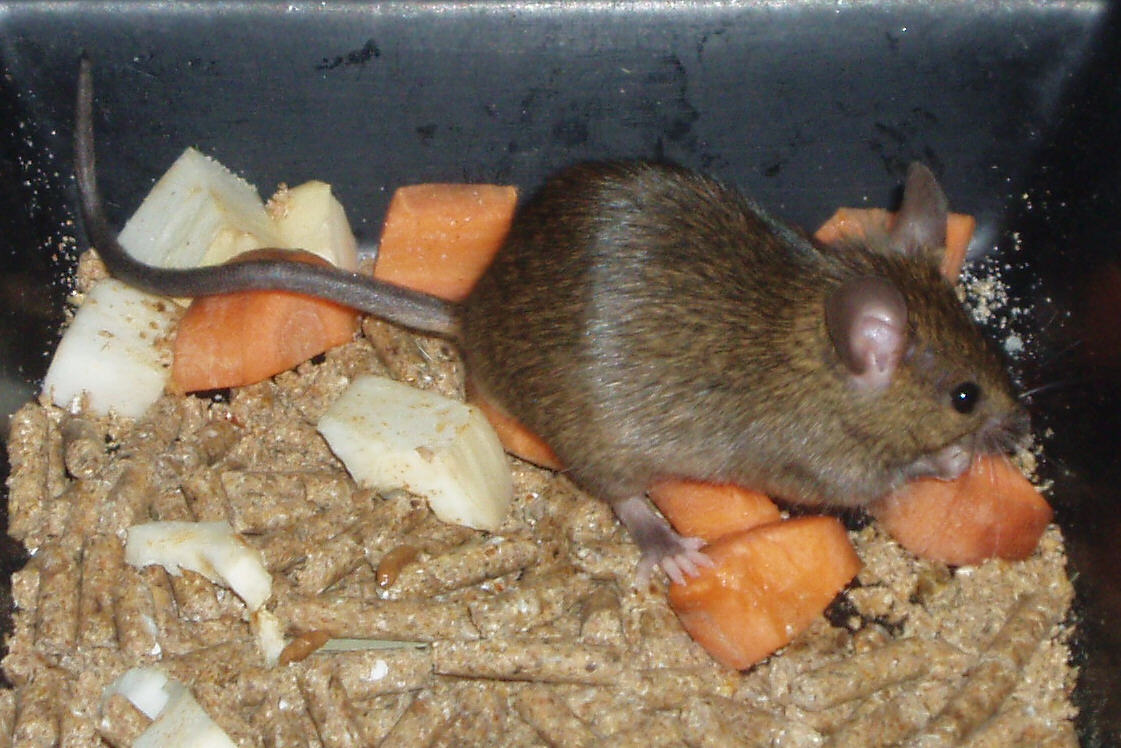
Mus musculus, el ratón casero.

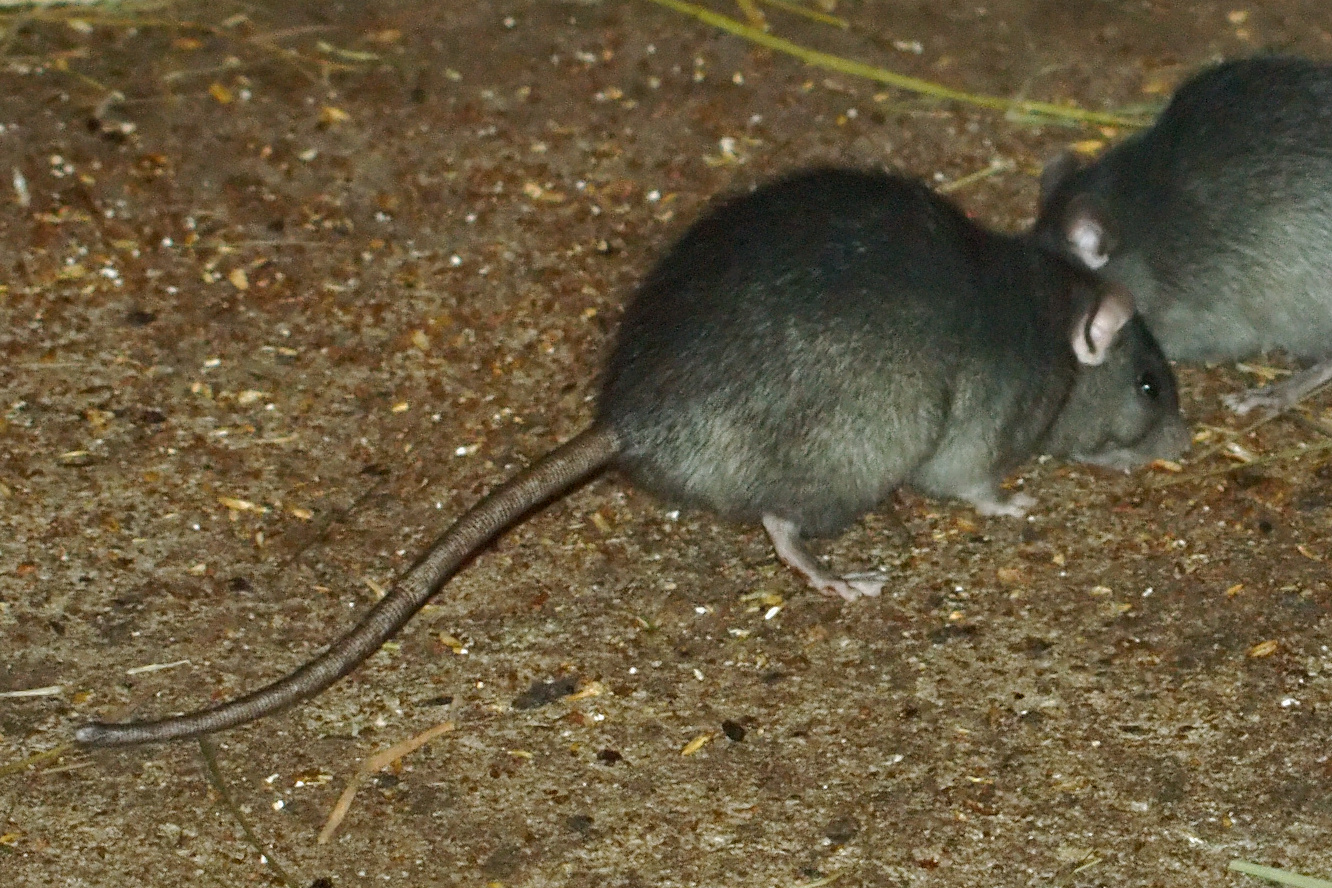
Rattus rattus, la rata común.

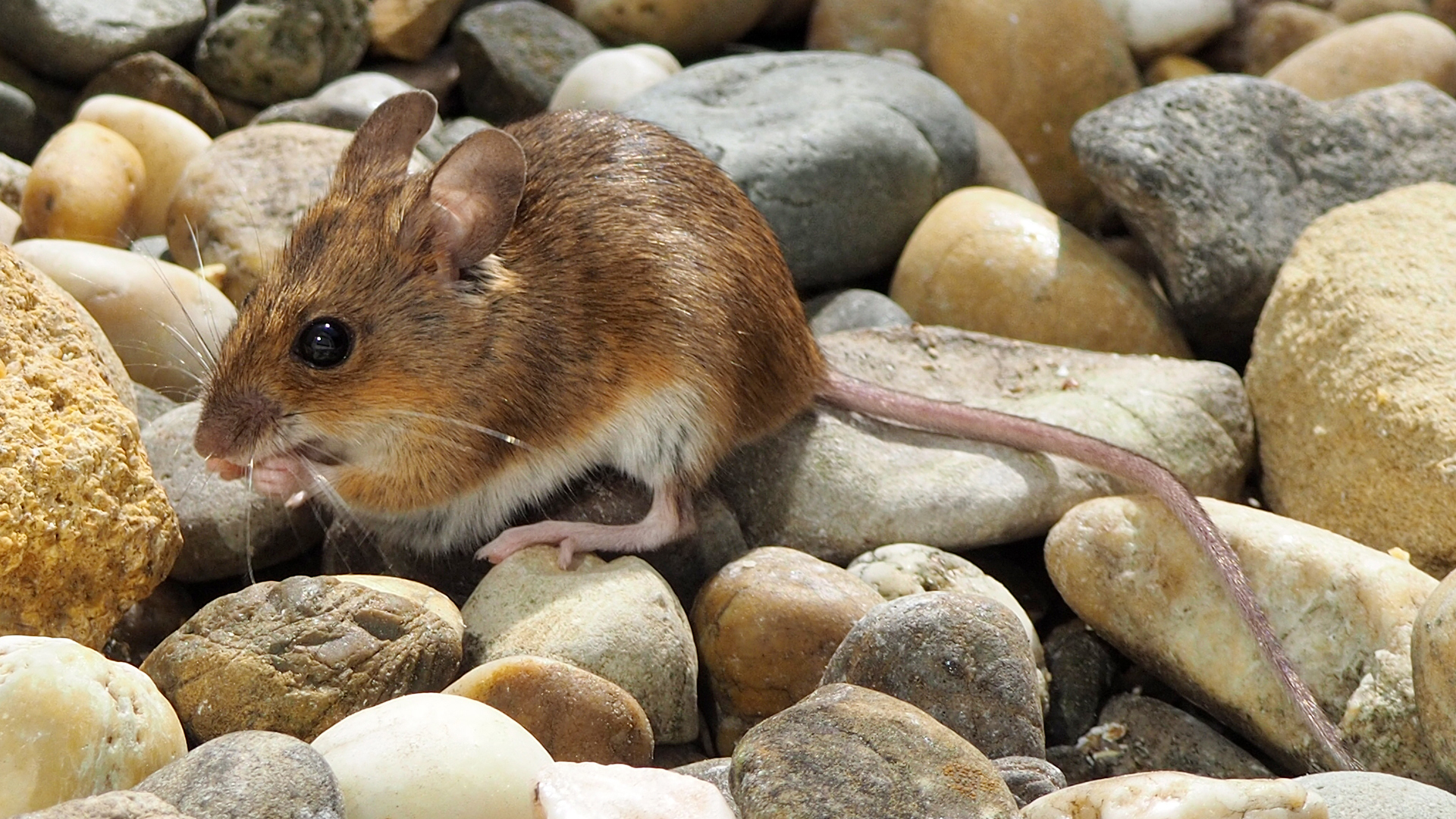
Ratón de campo, Apodemus sylvaticus.

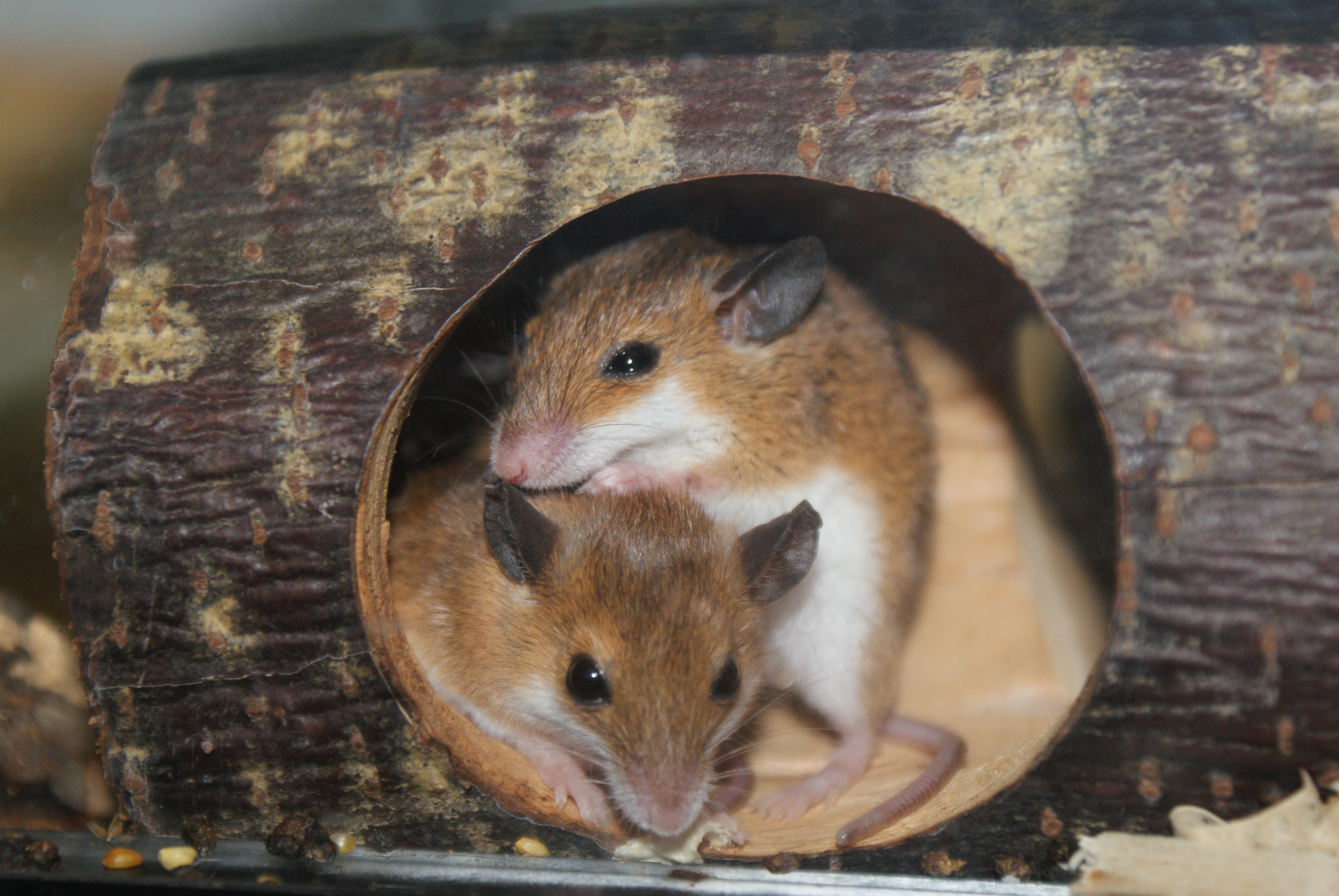
Dos ejemplares del ratón africano Mus musculoides.

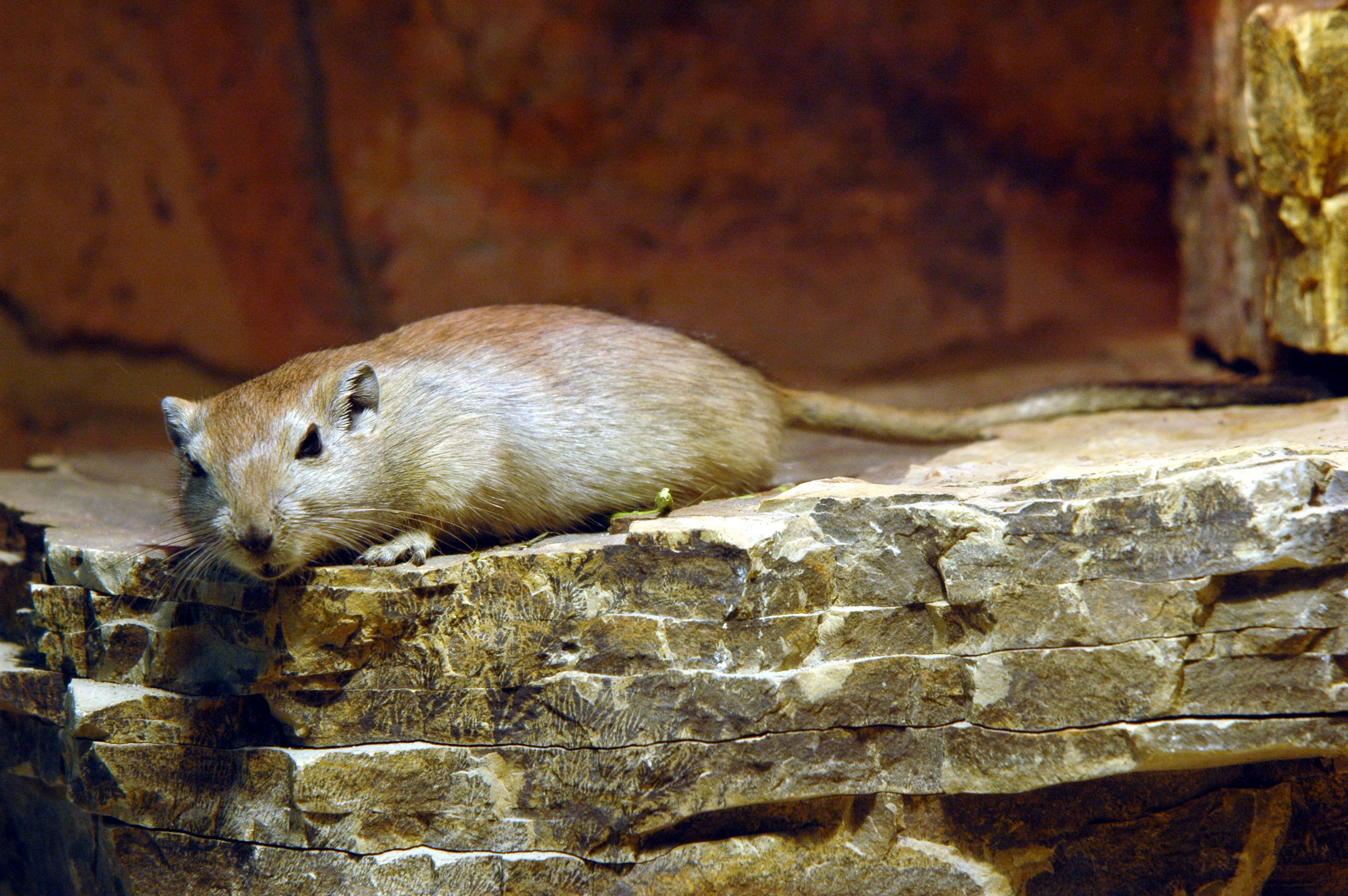
Jird gordo,Psammomys obesus.

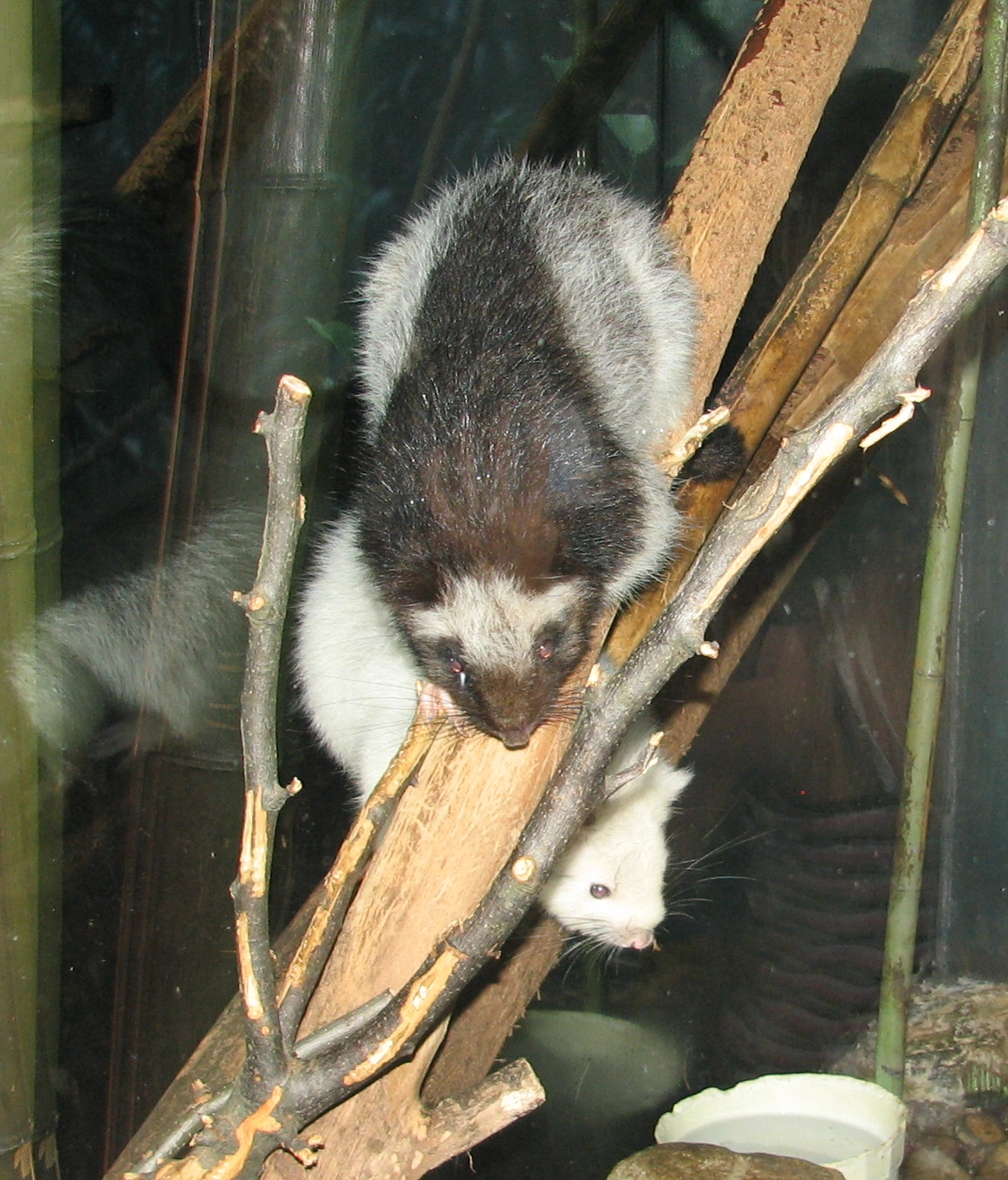
Phloeomys pallidus.

Los múridos son pequeños mamíferos, normalmente de unos 10 cm (3,9 plg) de largo sin contar la cola, pero que van desde los 4,5 a 8 cm (1,8 a 3,1 plg) en el ratón pigmeo africano hasta los 48 cm (18,9 plg) en la rata gigante de cola fina del sur. Suelen tener cuerpos delgados con colas escamadas más largas que el cuerpo, y hocicos puntiagudos con  bigotes prominentes, pero con una amplia variación en estos rasgos generales. Algunos múridos tienen las patas y los pies alargados para permitirles moverse con un movimiento de salto, mientras que otros tienen pies anchos y colas prensiles para mejorar su capacidad de trepar, y otros no tienen ninguna de las dos adaptaciones. Suelen ser de color marrón, aunque muchos tienen marcas negras, grises o blancas.
Los múridos suelen tener excelentes sentidos del oído y olfato. Viven en una amplia gama de hábitats, desde bosques hasta praderas, y montañas. Varias especies, especialmente los gerbiles, están adaptados a las condiciones del desierto y pueden sobrevivir durante mucho tiempo con un mínimo de agua. Consumen una amplia gama de alimentos dependiendo de la especie, con la ayuda de poderosos músculos mordedores e incisivos que crecen durante toda la vida. La fórmula dental de los múridos es {\displaystyle {\tfrac {1,0,0,1-3}{1,0,0,1-3}}}.
Los múridos se reproducen con frecuencia, produciendo a menudo grandes camadas varias veces al año. Suelen parir entre veinte y cuarenta días después del apareamiento, aunque esto varía mucho según la especie. Las crías suelen nacer ciegas, sin pelo e indefensas, aunque hay excepciones, como en los ratones espinosos.

## Distribución y hábitat
Los múridos se encuentran en casi todo el mundo, aunque muchas subfamilias tienen áreas de distribución más estrechas. Los múridos no se encuentran en la Antártida ni en muchas islas oceánicas. Aunque ninguno de ellos es nativo de América, unas pocas especies, especialmente el ratón doméstico y la rata negra, han sido introducidas en todo el mundo. Los múridos ocupan una amplia gama de ecosistemas, desde los bosques tropicales hasta las tundras. Existen especies de múridos fosoriales, arborícolas y semiacuáticos, aunque la mayoría son animales terrestres. La extensa lista de nichos que ocupan los múridos ayuda a explicar su relativa abundancia.

## Dieta y dentición
En los múridos se encuentra una amplia gama de hábitos alimenticios, desde especies herbívoras y omnívoras hasta especialistas que consumen estrictamente lombrices de tierra, ciertas especies de hongos o insectos acuáticos. La mayoría de los géneros consumen materia vegetal y pequeños invertebrados, a menudo almacenando semillas y otra materia vegetal para su consumo en invierno. Los múridos tienen mandíbulas sciurognathous (un carácter ancestral en los roedores) y un diastema está presente. Los múridos carecen de caninos y premolares. Por lo general, se encuentran tres molares (aunque a veces sólo uno o dos), y la naturaleza de los molares varía según el género y el hábito de alimentación.

## Reproducción
Algunos múridos son muy sociales, mientras que otros son solitarios. Las hembras suelen tener varias camadas al año. En las regiones cálidas, la reproducción puede tener lugar durante todo el año. Aunque la esperanza de vida de la mayoría de los géneros suele ser inferior a dos años, los múridos tienen un alto potencial reproductivo y sus poblaciones tienden a aumentar rápidamente para luego disminuir drásticamente cuando se agotan los recursos alimenticios. Esto se observa a menudo en un ciclo de tres a cuatro años.

## Subfamilias
Los múridos se clasifican en cinco subfamilias, agrupadas en cerca de 140 géneros y 650 especies.
- Deomyinae
- Gerbillinae
- Leimacomyinae
- Murinae
- Otomyinae

La subfamilia Lophiomyinae (con un único género, Lophiomys) es incierta; ha sido considerada como subfamilia de los Muridae o los Nesomyidae, y como familia independiente (Lophiomyidae); hoy se considera una subfamilia de la familia Muridae.

## Evolución
Al igual que ocurre con muchos otros pequeños mamíferos, la evolución de los múridos no se conoce bien, ya que se conservan pocos fósiles. Probablemente evolucionaron a partir de animales similares a los hámsteres en Asia tropical a principios del Mioceno, y solo posteriormente dieron lugar a especies capaces de sobrevivir en climas más fríos. Se han vuelto especialmente comunes en todo el mundo durante la época geológica actual, gracias a su intercambio comensal con las migraciones humanas.

## Impacto en la salud pública

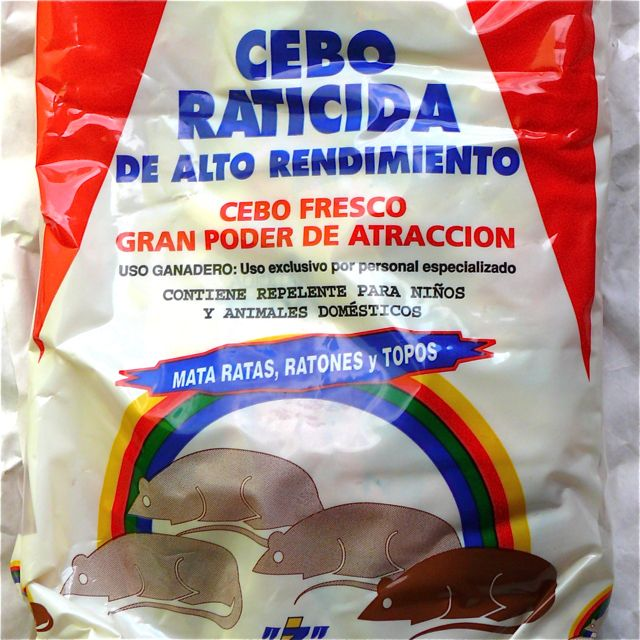
Cebo raticida utilizado en algunos lugares como recurso para el control de las plagas de ratones.

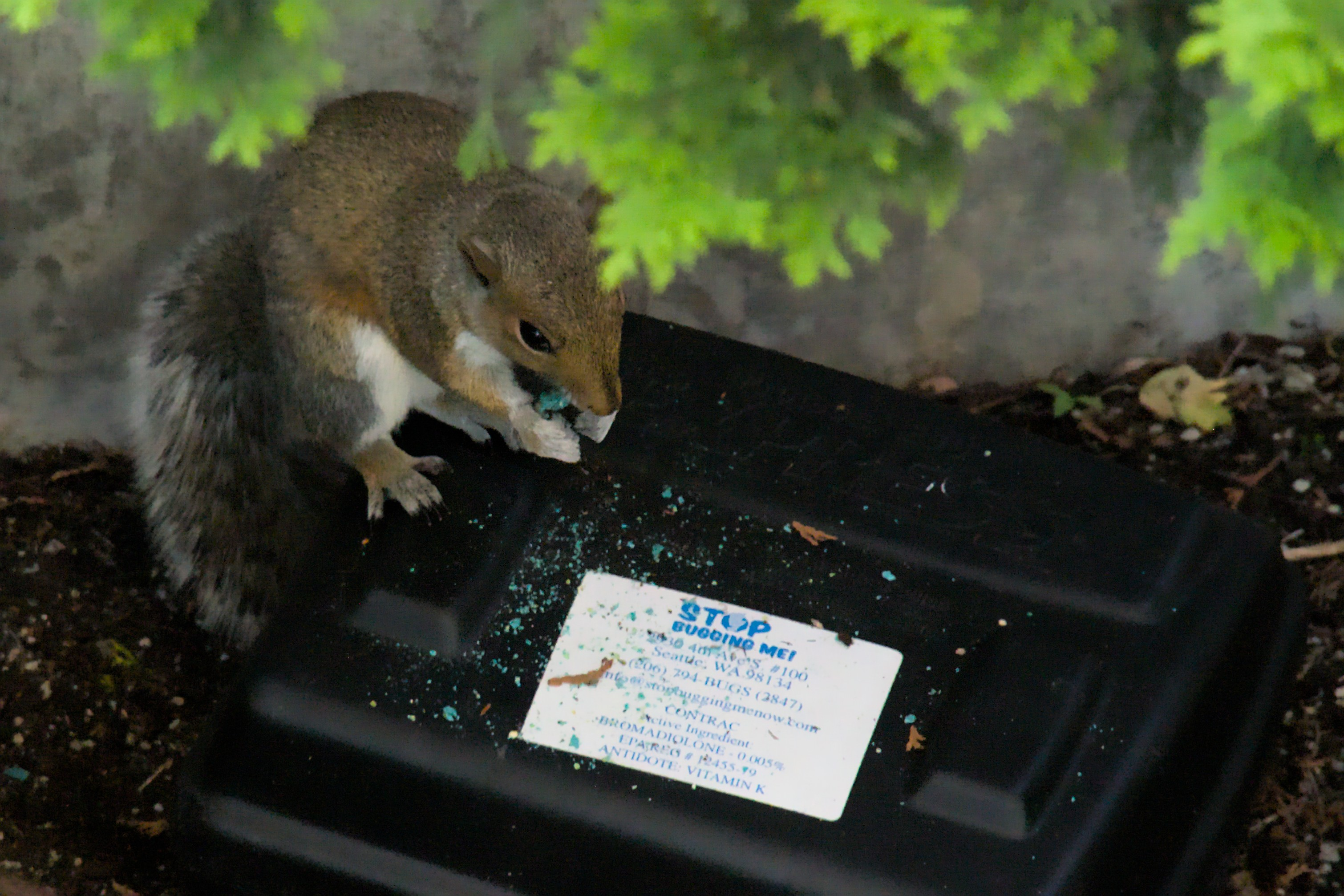
Una ardilla consumiendo veneno para ratas.

Debido a su estrecha relación con los seres humanos, algunas especies de múridos tienen un impacto significativo en la salud pública y la agricultura. Los ratones y las ratas son conocidos no solo por su capacidad de adaptación a los ambientes urbanos y rurales, sino también por su habilidad para proliferar rápidamente, lo que los convierte en plagas comunes en muchos entornos. Estas especies pueden causar daños directos a las cosechas, al robar y consumir alimentos almacenados, y en algunos casos, al destruir infraestructuras, como cables eléctricos y sistemas de saneamiento. Su comportamiento oportunista y su resistencia a los métodos de control convencionales han hecho que su erradicación sea un desafío constante.
En términos de salud pública, los múridos son conocidos vectores de enfermedades. A lo largo de la historia, han sido responsables de la transmisión de varias enfermedades zoonóticas, aquellas que pueden ser transmitidas de animales a humanos. Por ejemplo, las ratas negras (Rattus rattus) han sido asociadas con la propagación de la peste bubónica, una enfermedad bacteriana que devastó a Europa en la Edad Media. Además, los ratones y las ratas pueden portar y transmitir otras enfermedades infecciosas, como el virus Hantavirus, que causa fiebre hemorrágica, o Leptospira, la bacteria responsable de la leptospirosis.
Los múridos también pueden ser portadores de parásitos como pulgas y garrapatas, que pueden transmitir enfermedades adicionales como la enfermedad de Lyme y otras infecciones. La presencia de estos roedores en áreas urbanas y rurales aumenta el riesgo de brotes de enfermedades, especialmente cuando las condiciones de saneamiento son deficientes y los roedores tienen acceso a alimentos y agua.
A pesar de estos riesgos, los múridos también juegan un papel ecológico importante. Son una fuente de alimento para una variedad de depredadores, como aves rapaces, serpientes y mamíferos carnívoros, y su actividad ayuda a mantener el equilibrio en los ecosistemas. Además, algunas especies de múridos, como el ratón común (Mus musculus), son utilizados en estudios científicos, particularmente en investigaciones biomédicas, debido a su similitud genética con los humanos.
Para mitigar los impactos negativos de los múridos en la salud pública y la agricultura, se han implementado diversas estrategias de control, como el uso de trampas, cebos venenosos y el control de la higiene en áreas urbanas. Sin embargo, debido a su alta tasa de reproducción y su capacidad para adaptarse a diferentes entornos, el control de las poblaciones de múridos sigue siendo un desafío constante en muchas partes del mundo.

## En la literatura

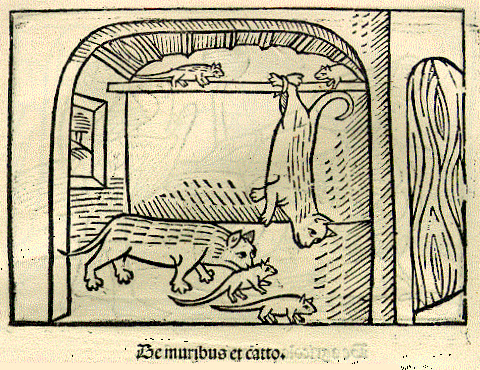
Un grabado con gatos y ratones de una edición alemana de 1501 de las fábulas de Esopo.

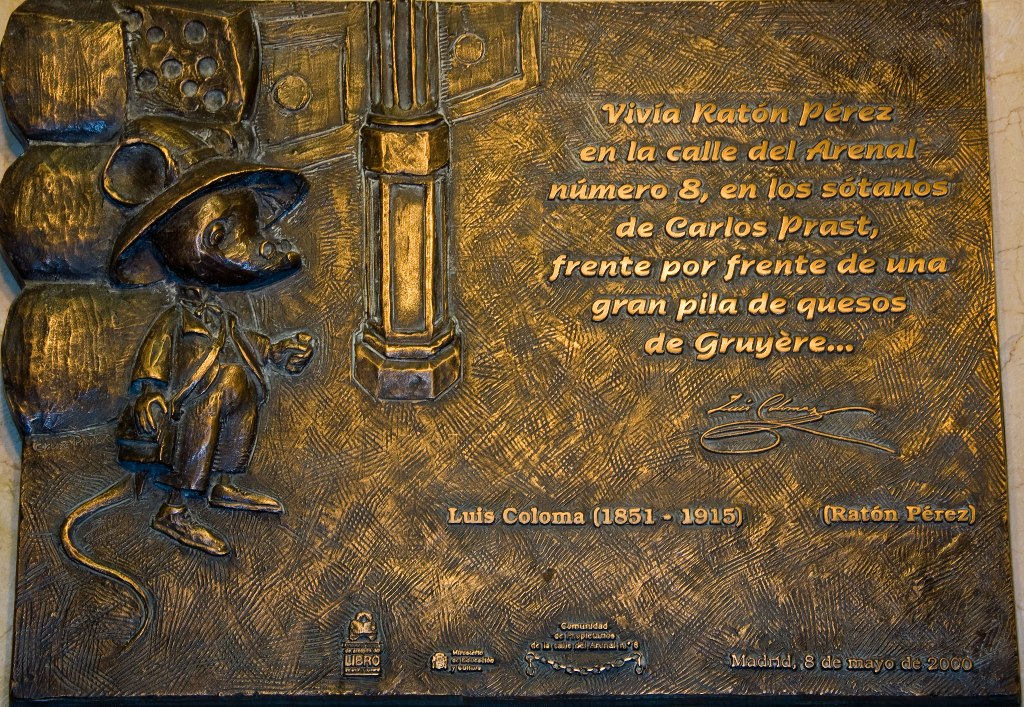
Placa homenaje al Ratoncito Pérez y a Luis Coloma en la calle Arenal número 8 de Madrid.

Los ratones aparecen en la literatura, incluidos los cuentos populares y las historias de hadas. En el cuento El flautista de Hamelín, del que se han hecho muchas versiones desde el siglo XIV, incluida una de los Hermanos Grimm, un cazador de ratas atrae a las ratas de la ciudad al río, pero el alcalde se niega a pagarle. En venganza, el cazador de ratas atrae a todos los niños de la ciudad para que nunca vuelvan. Los ratones aparecen en algunos de los libros pequeños de Beatrix Potter, como El cuento de los dos ratones malos (1904), El cuento de la señora Tittlemouse (1910), El cuento de Johnny Town-Mouse (1918), y El sastre de Gloucester (1903), este último fue descrito por J. R. R. Tolkien como quizás el más cercano a su idea de un cuento de hadas, siendo el resto "bestias de fábulas". Entre las Fábulas de Esopo se encuentran El gato y los ratones y La rana y el ratón. En la primera novela de James Herbert, The Rats, (1974), un vagabundo es atacado y comido vivo por una manada de ratas gigantes; después se producen más ataques.
Un ratón ligado a la caída de los dientes de leche, el Ratoncito Pérez en los países hispanohablantes (con la excepción de algunas regiones de México, donde se le llama simplemente «el Ratón de los dientes») es otro personaje muy popular en muchos países. En Cataluña existe La rateta (la Ratita), Maritxu teilatukoa (Mari la del tejado) en zonas del País Vasco, o L’Esquilu de los dientis (La Ardilla de los dientes) en Cantabria. En Francia se le llama la petite souris (Ratoncito), y en algunos lugares de Italia se le conoce como Topolino dei denti da latte, Topino (Ratoncito) aunque en otras regiones la referencia es la Fatina dei denti (Hadita). En otros países hay otros seres fantásticos encargados de recoger los dientes, como la Tooth Fairy (Hada de los dientes) o, en los países germanos, l'Angelet (el Angelito). En algunos lugares es tradición tirar los dientes de leche de los niños al tejado de la casa.